# Caluga rupicola
Caluga rupicola is een hooiwagen uit de familie Sclerosomatidae. De wetenschappelijke naam van Caluga rupicola gaat terug op Roewer.